# Vingtième circonscription de Paris de 1958 à 1986
Pour les articles homonymes, voir Vingtième circonscription de Paris de 1988 à 2012.
De 1958 à 1986, la vingtième circonscription législative de Paris recouvrait deux quartiers du 16e arrondissement de la capitale : Auteuil et une partie de La Muette (au sud du boulevard de Beauséjour, de la chaussée de la Muette et de la rue de Passy). Cette délimitation s'est appliquée aux sept premières législatures de la Cinquième République française. De 1958 à 1967, elle se confond avec la 20e circonscription de la Seine.

## Députés élus
| Législature | Début de mandat | Fin de mandat  | Député élu            |  | Parti politique | Observations                                                       |
| ----------- | --------------- | -------------- | --------------------- |  | --------------- | ------------------------------------------------------------------ |
| Ire         | 9 décembre 1958 | 9 octobre 1962 | Michel Habib-Deloncle |  | UNR             | mandat écourté à la suite d'une dissolution du général de Gaulle   |
| IIe         | 6 décembre 1962 | 7 janvier 1963 | Michel Habib-Deloncle |  | UNR-UDR         | nommé au gouvernement le 7 décembre 1962                           |
| IIe         | 7 janvier 1963  | 2 avril 1967   | Odette Launay         |  | UNR-UDR         | suppléante de Michel Habib-Deloncle, nommé au gouvernement.        |
| IIIe        | 3 avril 1967    | 30 mai 1968    | Michel Habib-Deloncle |  | UD-Ve           | mandat écourté à la suite d'une dissolution du Général de Gaulle   |
| IVe         | 11 juillet 1968 | 1er avril 1973 | Michel Habib-Deloncle |  | UDR             |                                                                    |
| Ve          | 2 avril 1973    | 2 avril 1978   | Georges Mesmin        |  | CD              |                                                                    |
| VIe         | 3 avril 1978    | 22 mai 1981    | Georges Mesmin        |  | UDF             | mandat écourté à la suite d'une dissolution de François Mitterrand |
| VIIe        | 2 juillet 1981  | 1er avril 1986 | Georges Mesmin        |  | UDF             |                                                                    |

En 1985, le président de la République François Mitterrand changea le mode de scrutin des députés en établissant le scrutin proportionnel par département. Le nombre de députés du département de Paris fut ramené de 31 à 21 et les circonscriptions furent supprimées au profit du département.

## Évolution de la circonscription
En 1986, la majeure partie cette circonscription a formé la nouvelle « quatorzième circonscription », le reste ayant été intégré à la quinzième circonscription.

### Élections de 1958
| Candidat       | Candidat                  | Parti                     | Premier tour | Premier tour | Second tour | Second tour |  |
| Candidat       | Candidat                  | Parti                     | Voix         | %            | Voix        | %           |  |
| -------------- | ------------------------- | ------------------------- | ------------ | ------------ | ----------- | ----------- |  |
|                | Michel Habib-Deloncle élu | UNR                       | 14 564       | 27,31        | 29 455      | 56,24       |  |
|                | Jacques Isorni            | CNIP                      | 10 973       | 20,58        | 12 936      | 24,7        |  |
|                | Pierre de Léotard         | CR                        | 7 542        | 14,14        | Retrait     | Retrait     |  |
|                | Albert Ouzoulias          | PCF                       | 5 315        | 9,97         | 5 358       | 10,23       |  |
|                | Maurice Richard           | SFIO                      | 4 515        | 8,47         | 4 628       | 8,84        |  |
|                | Jacques Roumeguère        | CRR                       | 4 121        | 7,73         | Retrait     | Retrait     |  |
|                | Maurice Morand            | Modérés                   | 2 177        | 4,08         |             |             |  |
|                | Henri Dobrouchkess        | Extrême droite            | 1 275        | 2,39         |             |             |  |
|                | Jean Drault               | Divers droite (Gaulliste) | 1 135        | 2,13         |             |             |  |
|                | René Berthelin            | Extrême droite            | 993          | 1,86         |             |             |  |
|                | Pierre Simon              | Modérés                   | 717          | 1,34         |             |             |  |
|                |                           |                           |              |              |             |             |  |
| Inscrits       | Inscrits                  | Inscrits                  | 70 775       | 100,00       | 70 832      | 100,00      |  |
| Abstentions    | Abstentions               | Abstentions               | 16 428       | 23,21        | 17 730      | 25,03       |  |
| Votants        | Votants                   | Votants                   | 54 347       | 76,79        | 53 102      | 74,97       |  |
| Blancs et nuls | Blancs et nuls            | Blancs et nuls            | 1 020        | 1,88         | 725         | 1,37        |  |
| Exprimés       | Exprimés                  | Exprimés                  | 53 327       | 98,12        | 52 377      | 98,63       |  |

Odette Launay était la suppléante de Michel Habib-Deloncle.

### Élections de 1962
| Candidat       | Candidat                            | Parti                     | Premier tour | Premier tour | Second tour | Second tour |  |
| Candidat       | Candidat                            | Parti                     | Voix         | %            | Voix        | %           |  |
| -------------- | ----------------------------------- | ------------------------- | ------------ | ------------ | ----------- | ----------- |  |
|                | Michel Habib-Deloncle sortant réélu | UNR-UDT                   | 22 982       | 49,81        | 26 659      | 59,2        |  |
|                | Jacques Isorni                      | CNIP                      | 8 819        | 19,11        | 11 875      | 26,37       |  |
|                | Robert Abdesselam                   | Modérés                   | 4 771        | 10,34        | Retrait     | Retrait     |  |
|                | Albert Ouzoulias                    | PCF                       | 4 562        | 9,89         | 6 500       | 14,43       |  |
|                | Colette Audry                       | PSU                       | 2 941        | 6,37         | Retrait     | Retrait     |  |
|                | Maurice Richard                     | SFIO                      | 1 657        | 3,59         |             |             |  |
|                | Roger André                         | Divers droite (Gaulliste) | 407          | 0,88         |             |             |  |
|                |                                     |                           |              |              |             |             |  |
| Inscrits       | Inscrits                            | Inscrits                  | 69 191       | 100,00       | 69 186      | 100,00      |  |
| Abstentions    | Abstentions                         | Abstentions               | 22 515       | 32,54        | 22 814      | 32,97       |  |
| Votants        | Votants                             | Votants                   | 46 676       | 67,46        | 46 372      | 67,03       |  |
| Blancs et nuls | Blancs et nuls                      | Blancs et nuls            | 537          | 1,15         | 1 338       | 2,89        |  |
| Exprimés       | Exprimés                            | Exprimés                  | 46 139       | 98,85        | 45 034      | 97,11       |  |

Odette Launay était la suppléante de Michel Habib-Deloncle. Elle le remplaça du 7 janvier 1963 au 2 avril 1967 quand il fut nommé membre du Gouvernement.

### Élections de 1967
| Candidat       | Candidat                            | Parti          | Premier tour | Premier tour | Second tour | Second tour |  |
| Candidat       | Candidat                            | Parti          | Voix         | %            | Voix        | %           |  |
| -------------- | ----------------------------------- | -------------- | ------------ | ------------ | ----------- | ----------- |  |
|                | Michel Habib-Deloncle sortant réélu | UD-Ve          | 24 394       | 49,42        | 26 163      | 64,23       |  |
|                | Alain de Lacoste-Lareymondie        | ARLP           | 12 738       | 25,81        | 14 572      | 35,77       |  |
|                | Colette Audry                       | PSU            | 6 534        | 13,24        |             |             |  |
|                | Albert Ouzoulias                    | PCF            | 5 692        | 11,53        |             |             |  |
|                |                                     |                |              |              |             |             |  |
| Inscrits       | Inscrits                            | Inscrits       | 66 470       | 100,00       | 66 462      | 100,00      |  |
| Abstentions    | Abstentions                         | Abstentions    | 16 288       | 24,5         | 21 945      | 33,02       |  |
| Votants        | Votants                             | Votants        | 50 182       | 75,5         | 44 517      | 66,98       |  |
| Blancs et nuls | Blancs et nuls                      | Blancs et nuls | 824          | 1,64         | 3 782       | 8,5         |  |
| Exprimés       | Exprimés                            | Exprimés       | 49 358       | 98,36        | 40 735      | 91,5        |  |

Odette Launay était suppléante de Michel Habib-Deloncle.

### Élections de 1968
| Candidat       | Candidat                            | Parti          | Premier tour | Premier tour | Second tour | Second tour |  |
| Candidat       | Candidat                            | Parti          | Voix         | %            | Voix        | %           |  |
| -------------- | ----------------------------------- | -------------- | ------------ | ------------ | ----------- | ----------- |  |
|                | Michel Habib-Deloncle sortant réélu | UDR (URP)      | 23 444       | 48,41        | 23 322      | 53,57       |  |
|                | Georges Mesmin                      | CD (PDM)       | 15 291       | 31,57        | 20 213      | 46,43       |  |
|                | Albert Ouzoulias                    | PCF            | 3 638        | 7,51         |             |             |  |
|                | Colette Audry                       | FGDS (CIR)     | 2 646        | 5,46         |             |             |  |
|                | Antonin Alis                        | PSU            | 2 255        | 4,66         |             |             |  |
|                | Daniel de Longeaux                  | TD             | 1 155        | 2,38         |             |             |  |
|                |                                     |                |              |              |             |             |  |
| Inscrits       | Inscrits                            | Inscrits       | 61 934       | 100,00       | 61 811      | 100,00      |  |
| Abstentions    | Abstentions                         | Abstentions    | 13 241       | 21,38        | 17 149      | 27,74       |  |
| Votants        | Votants                             | Votants        | 48 693       | 78,62        | 44 662      | 72,26       |  |
| Blancs et nuls | Blancs et nuls                      | Blancs et nuls | 264          | 0,54         | 1 127       | 2,52        |  |
| Exprimés       | Exprimés                            | Exprimés       | 48 429       | 99,46        | 43 535      | 97,48       |  |

Odette Launay était suppléante de Michel Habib-Deloncle.

### Élections de 1973
| Candidat       | Candidat                      | Parti          | Premier tour | Premier tour | Second tour | Second tour |  |
| Candidat       | Candidat                      | Parti          | Voix         | %            | Voix        | %           |  |
| -------------- | ----------------------------- | -------------- | ------------ | ------------ | ----------- | ----------- |  |
|                | Michel Habib-Deloncle sortant | UDR (URP)      | 19 271       | 40,65        | 21 207      | 47,78       |  |
|                | Georges Mesmin élu            | CD (MR)        | 15 501       | 32,7         | 23 176      | 52,22       |  |
|                | Paule Soubrane                | PS (UGSD)      | 4 469        | 9,43         |             |             |  |
|                | Claude Quin                   | PCF            | 3 024        | 6,38         |             |             |  |
|                | Claude Géraud                 | PSU            | 1 830        | 3,86         |             |             |  |
|                | Alain Renault                 | FN             | 1 585        | 3,34         |             |             |  |
|                | Simone Piteau-Mennerat        | Divers droite  | 812          | 1,71         |             |             |  |
|                | Michel Gogoleff               | Divers droite  | 609          | 1,28         |             |             |  |
|                | Louis Coste                   | Divers droite  | 306          | 0,65         |             |             |  |
|                |                               |                |              |              |             |             |  |
| Inscrits       | Inscrits                      | Inscrits       | 61 619       | 100,00       | 61 479      | 100,00      |  |
| Abstentions    | Abstentions                   | Abstentions    | 13 771       | 22,35        | 14 999      | 24,4        |  |
| Votants        | Votants                       | Votants        | 47 848       | 77,65        | 46 480      | 75,6        |  |
| Blancs et nuls | Blancs et nuls                | Blancs et nuls | 441          | 0,92         | 2 097       | 4,51        |  |
| Exprimés       | Exprimés                      | Exprimés       | 47 407       | 99,08        | 44 383      | 95,49       |  |

Michel Elbel, ingénieur conseil en informatique, Conseiller de Paris était suppléant de Georges Mesmin.

### Élections de 1978
| Candidat       | Candidat                         | Parti                     | Premier tour | Premier tour | Second tour | Second tour |  |
| Candidat       | Candidat                         | Parti                     | Voix         | %            | Voix        | %           |  |
| -------------- | -------------------------------- | ------------------------- | ------------ | ------------ | ----------- | ----------- |  |
|                | Georges Mesmin sortant réélu     | UDF (CDS)                 | 20 264       | 41,75        | 35 756      | 100,00      |  |
|                | Jean Frézal                      | RPR                       | 14 974       | 30,85        | Retrait     | Retrait     |  |
|                | Claude Pigement                  | PS                        | 5 675        | 11,69        |             |             |  |
|                | Michelle Lhermitte               | Divers écologiste (PÉ78)  | 2 417        | 4,98         |             |             |  |
|                | Jacques Blaisse                  | PCF                       | 2 218        | 4,57         |             |             |  |
|                | Isabelle de La Seiglière         | Divers gauche (Choisir)   | 681          | 1,4          |             |             |  |
|                | Alain Renault                    | FN                        | 611          | 1,26         |             |             |  |
|                | Philippe Galy                    | MDD                       | 519          | 1,07         |             |             |  |
|                | Bernard Rouyer                   | PFN                       | 443          | 0,91         |             |             |  |
|                | Jean-Claude Duplan               | Divers droite (RUC)       | 319          | 0,66         |             |             |  |
|                | Michel Lautrou                   | LO                        | 240          | 0,49         |             |             |  |
|                | Bernard Bresteau                 | Divers droite (Gaulliste) | 128          | 0,26         |             |             |  |
|                | François de Mareschal de Luciane | Divers droite (Libéral)   | 41           | 0,08         |             |             |  |
|                | Guillaume Arnaud                 | CNIP                      | 11           | 0,02         |             |             |  |
|                |                                  |                           |              |              |             |             |  |
| Inscrits       | Inscrits                         | Inscrits                  | 60 201       | 100,00       | 60 702      | 100,00      |  |
| Abstentions    | Abstentions                      | Abstentions               | 11 310       | 18,79        | 19 405      | 31,97       |  |
| Votants        | Votants                          | Votants                   | 48 891       | 81,21        | 41 297      | 68,03       |  |
| Blancs et nuls | Blancs et nuls                   | Blancs et nuls            | 350          | 0,72         | 5 541       | 13,42       |  |
| Exprimés       | Exprimés                         | Exprimés                  | 48 541       | 99,28        | 35 756      | 86,58       |  |

Guy Flesselles, ingénieur civil des Ponts et Chaussées, était suppléant de Georges Mesmin.

### Élections législatives de 1981
|                | Georges Mesmin sortant réélu | UDF (CDS)      | 29 904 | 74,44  |  |  |  |
|                | François Laguerre            | PS             | 7 678  | 19,11  |  |  |  |
|                | Yves de Coatgoureden         | FN             | 1 206  | 3,00   |  |  |  |
|                | Danielle Tartakowsky         | PCF            | 892    | 2,22   |  |  |  |
|                | Roland Muraz                 | Sans étiquette | 493    | 1,23   |  |  |  |
|                |                              |                |        |        |  |  |  |
| Inscrits       | Inscrits                     | Inscrits       | 58 952 | 100,00 |  |  |  |
| Abstentions    | Abstentions                  | Abstentions    | 18 474 | 31,34  |  |  |  |
| Votants        | Votants                      | Votants        | 40 478 | 68,66  |  |  |  |
| Blancs et nuls | Blancs et nuls               | Blancs et nuls | 305    | 0,75   |  |  |  |
| Exprimés       | Exprimés                     | Exprimés       | 40 173 | 99,25  |  |  |  |

Guy Flesselles était suppléant de Georges Mesmin.